# Municipio de Medina (Illinois)
El municipio de Medina (en inglés: Medina Township) es un municipio ubicado en el condado de Peoria en el estado estadounidense de Illinois. En el año 2010 tenía una población de 12564 habitantes y una densidad poblacional de 162,88 personas por km².

## Geografía
El municipio de Medina se encuentra ubicado en las coordenadas 40°50′48″N 89°34′26″O / 40.84667, -89.57389. Según la Oficina del Censo de los Estados Unidos, el municipio tiene una superficie total de 77.14 km², de la cual 69.57 km² corresponden a tierra firme y (9.8%) 7.56 km² es agua.

## Demografía
Según el censo de 2010, había 12564 personas residiendo en el municipio de Medina. La densidad de población era de 162,88 hab./km². De los 12564 habitantes, el municipio de Medina estaba compuesto por el 82.78% blancos, el 2.23% eran afroamericanos, el 0.19% eran amerindios, el 12.71% eran asiáticos, el 0.02% eran isleños del Pacífico, el 0.45% eran de otras razas y el 1.62% pertenecían a dos o más razas. Del total de la población el 2% eran hispanos o latinos de cualquier raza.